# Gaël Pencréach
Pour les articles homonymes, voir Pencreac'h.
Gaël Pencreach, né le 5 août 1977 au Creusot, est un athlète français courant sur 3 000 m steeple. Il mesure 1,80 m. 
Il est le premier vainqueur français du 3 000 m steeple en Coupe d'Europe en 1999 au stade Charléty. Il s'est entraîné un temps, en 2003, à Marseille, avec Benoît Z, avec les conseils de Joseph Mahmoud, l'ancien recordman de France et d'Europe du 3 000 m steeple.

## Palmarès

### Jeux olympiques
- 14e aux Jeux Olympiques de Sydney 2000[1].

### Championnats du monde d'athlétisme
- 1/2 finale Championnats du monde d'athlétisme 1999
- 1/2 finale Championnats du monde d'athlétisme 2005
- 15e en finale Championnats du monde d'athlétisme 2001[1].

### Championnats d'Europe d'athlétisme espoirs
- 7e aux Championnats d'Europe espoirs 1997
- 2e aux Championnats d'Europe espoirs 1999[1].

### Coupe d'Europe d'athlétisme
- 1er de la Coupe d'Europe des nations d'athlétisme 1999.

### Jeux méditerranéens
- 3e aux Jeux méditerranéens 2005.

### Championnats de France d'athlétisme
- 1er aux Championnats de France 2005
- 1er aux Championnats de France 2004[1].